# T. J. Thyne

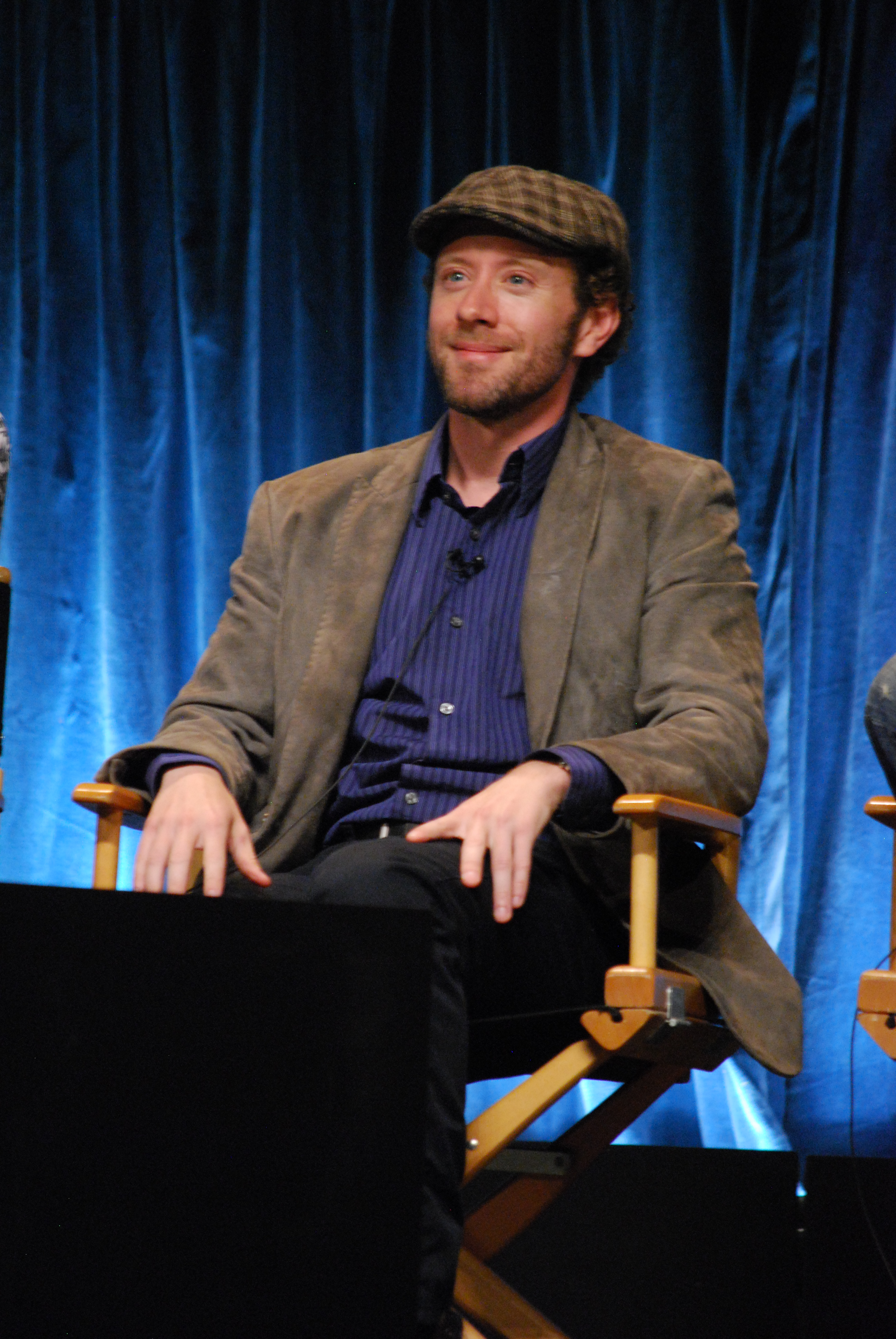
T.J. Thyne (2012)

Thomas Joseph "T.J." Thyne född 7 mars 1975, är en amerikansk skådespelare, bäst känd för sin roll på TV-serien Bones som Dr Jack Hodgins, en entomolog.

## Biografi
Thyne föddes i Boston, Massachusetts. Hans föräldrar hette John J. Thyne II och Catherine Thyne och han är ett av sex barn. Hans bröder heter John II och Tone, systrarna heter Hazel, Katie och Shelly. Thyne gick på East Ridge Middle School i Ridgefield, Connecticut, innan han flyttade söderut för att gå i high school i Plano, Texas. Efter detta fortsatte han till USC School of Dramatic Arts och tog examen 1997. År 2001 var han med och startade Theatre Junkies, en grupp som erbjöd workshops och professionell utbildning för skådespelare i Los Angeles. Hans bror Tone är televisionsproducent; den andra är advokaten John Thyne III, som ställde upp i valet till Santa Barbara City Council 2009.